# Paul Richter
Paul Martin Edward Richter, född 1 april 1895 i Wien, död där 30 december 1961, var en österrikisk skådespelare. Han var gift med skådespelaren Aud Egede-Nissen.

## Filmografi (urval)
- 1922 – Dr. Mabuse, der Spieler
- 1928 – Bergenstoget plyndret inatt
- 1929 – Fröken statsadvokat
- 1930 – Eskimå